# Paul Alexander Schweitzer
Paul Alexander Schweitzer S.J. (Yonkers, Nova Iorque, 21 de julho de 1937) é um matemático estadunidense, especialista em topologia diferencial, topologia geométrica e topologia algébrica.
Foi eleito fellow da American Mathematical Society em 2012. Foi palestrante convidado do Congresso Internacional de Matemáticos em Vancouver (1974).